# Ectropis recurvaria
Ectropis recurvaria là một loài bướm đêm trong họ Geometridae.